# Claudia Steinseifer
Claudia Steinseifer (* in Gronau) ist eine deutsche Dramaturgin, die freiberuflich vor allem für Theaterproduktionen arbeitet.

## Leben
Claudia Steinseifer studierte Kunstgeschichte, Philosophie und Geschichte an der Ruhr-Universität Bochum und der Universität François Rabelais in Tours (Frankreich). Nach ihrem Studium (MA) begann sie unter der Intendanz von Leander Haußmann am Schauspielhaus Bochum zunächst als Regie- und Dramaturgieassistentin, später als Dramaturgin zu arbeiten. Sie wurde eine enge Mitarbeiterin des Schauspielers und Regisseurs Uwe Dag Berlin.
Seit dem Jahr 2000 arbeitet sie als freie Dramaturgin an diversen Theatern in Deutschland. Von 2006 bis 2009 war sie Dramaturgin des Schauspiels von Theater und Philharmonie Thüringen und zeichnete, neben der Produktionsdramaturgie, für Spielplan und Pressearbeit der Sparte verantwortlich.
Seit 2009 lebt sie in Schleswig-Holstein. Hier erweiterte sie ihren Tätigkeitsbereich und begann auch als Journalistin für Kultur und Geschichte des Bundeslandes zu arbeiten. Bis heute verfasste sie mehr als 500 Artikel in diversen Zeitungen. Im Jahr 2014 organisierte sie, aus aktuellem Anlass, in Zusammenarbeit mit dem Ministerium für Bildung, Wissenschaft und Kultur das Wandertheater „Ich-Flüchtling“ für das Land Schleswig-Holstein. Im selben Jahr zeichnete sie sich für den kulturellen Beitrag für den Flüchtlingskongress des Landes SH in Lübeck verantwortlich.  Im Jahr 2019 begleitete sie den Regisseur Leander Haußmann bei der Bearbeitung des Drehbuches zu seinem aktuellen Film zu einer Bühnenfassung. Als Produzentin, Dramaturgin und Autorin drehte sie zusammen mit dem irakisch-kurdischen Filmemacher Karwan R. Jameel und Uwe Dag Berlin den geförderten Dokumentarfilm „Work out Hêvî“.
Seit 2024 ist sie Leiterin des EU geförderten Projektes „Moin Nachbarn - Bunaziua Vecine“ im Auftrag des Diakonischen Werkes.

## Dramaturgische Arbeiten

### Bühne (Auswahl)
- 1998: Zerbombt, Schauspielhaus Bochum
- 1999: Maß für Maß, Schauspielhaus Bochum
- 2004: Liebelei, Schauspielhaus Chemnitz
- 2005: Pinkelstadt, Schauspielhaus Chemnitz
- 2006: Brecht, Theater& Philharmonie Thüringen
- 2006: Gefährliche Liebschaften, Theater& Philharmonie Thüringen
- 2008: Richard III., Theater& Philharmonie Thüringen
- 2009: Die Räuber, Theater& Philharmonie Thüringen
- 2009: Die weiße Rose, Theater& Philharmonie Thüringen
- 2014: Der neue Menoza, Volksbühne Berlin
- 2016: Der Trinker,  Theater Halle
- 2016: Ich Flüchtling, Theater Kiel

### Filme
- 2019: Kartoffelsalat 3 – Das Musical (Drehbuch)
- 2021: Work out Hêvî (Dokumentarfilm, Drehbuch, Dramaturgie, Produktion)